# Brian Caldwell
Brian (BJ) Caldwell (* 17. Dezember 1975) ist ein US-amerikanischer Segler. Bekannt wurde er dafür, dass er 1996 als zu diesem Zeitpunkt jüngste Person einhand die Welt umrundete. 
Für seinen Rekord startete Brian Caldwell am 1. Juni 1995 von Hawaii aus und kehrte am 20. September 1996 dorthin zurück.  Für diese Umsegelung verwendete er eine auf den Namen Mai Miti Vavau getaufte Contessa 26. Bei seiner Ankunft am 20. September war Brian Caldwell 20 Jahre und 285 Tage alt.